# محمدرضا شاهمرادی
محمدرضا شاهمرادی پیشکسوت موسیقی مقامی بجنورد (متولد ۱۳ فروردین ۱۳۲۷) در روستای کیکانلو است، وی قبل از انقلاب یکی از خوانندگان محبوب کرمانجی بود که به مدت ۵ سال در رادیو مشهد فعالیت هنری  داشته و در مدت حدود نیم قرن فعالیت هنری بیش از ۱۵۰ ترانه را در کارنامه خود به ثبت رسانده است.

## زندگی هنری
محمدرضا شاهمرادی در سال ۱۳۲۷ در روستای کیکانلو از توابع مانه و سملقان متولد شد و آوازهای محلی را درمحضر پدر در سنین نوجوانی فراگرفت. این هنرمند با حضور در رادیوی خراسان رضوی در سال ۴۷ و ۵ سال همکاری مستمر با ارکستر رادیو کارنامه هنری خود را پربار کرد و فعالیتش را در این عرصه از طریق همکاری با هنرمندانی همچون مرحوم علی آبچوری، حسین یزدانی، فریدون کامران پور، اسد قلی نژاد و محمود متبسم قوت بخشید. به واسطه نیم قرن فعالیت این هنرمند در عرصه موسیقی ۱۵۰ ترانه از وی به جا مانده است؛ شخصیتی که امروز از او به عنوان بنیان گذار موسیقی رسانه ای یاد می شود.
پژوهشگر موسیقی نواحی، محمدرضا شاهمرادی را در زمره خوانندگانی می داند که سبک رسانه ای را در شمال خراسان بنیان گذاری کرد و می افزاید:به نوعی بنیاد موسیقی رسانه ای با فردی همچون «شاهمرادی» در خراسان شمالی به واسطه این که در آن دوران تعریف جدی در مورد موسیقی رسانه ای وجود نداشت، پایه گذاری شد.
«هوشنگ جاوید» اضافه می کند: ارکستر هایی که این هنرمند را همراهی می کردند با موسیقی ردیف و دستگاهی آشنا بودند، نه موسیقی بومی اما تبحر بالای ارکستر و نوازندگی خوب سبب می شد پس از شنیدن آواز و در لحظه آهنگ را پدید آورند و این از عجایب روزگار ماست.وی به لحاظ آموزشی، آثار شاهمرادی را خوب و استاندارد می داند و می گوید: هر چند از ادوات موسیقی غربی در آهنگ سازی آثار این هنرمند استفاده می شد، اما آهنگ سازان اصالت نغمه را گم نمی کردند و پایبندی آن ها به اصالت نغمه بیشتر بود و این همان نقطه قوتی است که در آثار شاهمرادی به چشم می خورد زیرا آهنگ ساز به نغمه های اصیل وفادار بوده و پایه اصلی را در زیر صداها و نوع نغمه های موسیقی فرنگی گم نکرده است.محمدرضا شاهمرادی که ۱۵۰ ترانه حاصل نیم قرن تلاش او در عرصه موسیقی و آواز است، هر چند به گفته خود در شرایطی قرار دارد که نمی تواند فعالیت هنری داشته باشد، اما به واسطه این که سال ها در عرصه موسیقی تلاش کرده است، امروز به این می اندیشد که شاید تاکنون زمان آن نرسیده که آیین نکوداشتی برایش برگزار شود، با این وجود از همه دست‌اندرکاران تقدیر می کند و همین که از این حرکت استقبال کردند کافی می داند.
این هنرمند ادامه می دهد: از مسئولان می خواهم به جوان ها برای فعالیت در این عرصه بها دهند تا موسیقی این خطه حفظ شود، زیرا حیف است این موسیقی از بین برود./روزنامه خراسان شمالی

## آثار هنری
از جمله آثار هنری محمد رضا شاهمرادی ، به موارد زیر می‌توان اشاره نمود:
- آلبوم موسیقی «سرکانی» (۱۳۴۸)
- آلبوم موسیقی «زوستان چو و بهار هات» (۱۳۵۱)
- آلبوم موسیقی «دسمال شامی» (۱۳۵۴)
- و از جمله تک آهنگ های مشهور میتوان به این موارد اشاره کرد ؛ گوهرجان ، دائیک ، گلی گلنار...